# 宮下智
宮下 智（みやした とも、1956年 - ）は、日本の作詞家、作曲家、ピアニスト。田原俊彦への楽曲提供で知られる。渡米後はショコラティエに転身した。
東京都出身、サンフランシスコ音楽院卒業。本名はYumiko Womack、旧姓は盛岡夕美子（もりおか ゆみこ）。

## 来歴・人物
母親がピアノ教室を開いていたこともあり、3歳からピアノを習う。
1971年、学習院女子高等科1年生のときに米国留学。ハンガリー出身の女流ピアニスト、ヨルダ・ノヴィック（Ylda Novik、1922年 - 1977年）に師事し、同年「ワシントン・ミュージック・ティーチャーズ・コンテスト」で第1位を獲得。
1975年にサンフランシスコ音楽学院に入学、1979年に同校を首席で卒業し帰国。帰国後は本名でクラシック・ピアニストとして活動する傍ら、「宮下智」のペンネームでポピュラー音楽の作曲活動を始める。
1980年、田原俊彦のシングル「哀愁でいと」のB面曲「君に贈る言葉（アフター・スクール）」を提供。同年田原に提供した「ハッとして!Good」は第22回日本レコード大賞で最優秀新人賞を受賞。以降も田原の多くの楽曲を手掛けたほか、同時にジャニーズ事務所との専属契約を結び少年隊などにも多数楽曲提供している。
1987年、本名名義でアルバム『余韻（レゾナンス）』を発表。その後アメリカ人コンピュータデザイナーと結婚し、音楽家を引退してアメリカに移住した。
サンフランシスコの「エコール・ド・ショコラ」とフランスの「エコール・ヴァローナ」で学び、ショコラティエに転身。アメリカに戻り、トリュフを製造する「Pandora Chocolatier」を設立。ファーマーズマーケットでの販売が評判を呼び、ビジネスが軌道に乗る。ワイントリュフの開発に取り組むが、2017年10月北カリフォルニア山火事によりワインの供給が絶たれたため帰国。玉村豊男の協力を得てワイントリュフの製造開発に成功する。2019年8月に世田谷区にトリュフ専門店を開業した。
2018年、King & Princeに楽曲を提供した。
2019年12月20日にTBSテレビ「爆報! THE フライデー」で田原俊彦と25年ぶりに再会した。

## アルバム発売
- 『余韻（レゾナンス）』発売：ポリドールレコード LP(R28X-1005) CD(H35X-20005)[9]

## 主な楽曲提供作品
- 田原俊彦
  - ハッとして!Good（作詞・作曲）
  - ブギ浮ぎI LOVE YOU（作詞・作曲）
  - キミに決定!（作詞・作曲）
  - ジュリエットへの手紙（作詞・作曲）
  - 初恋（作詞）
  - 原宿キッス（作詞）
  - NINJIN娘（作詞・作曲）
  - 誘惑スレスレ（作詞）
  - チャールストンにはまだ早い（作詞・作曲）
  - “さようなら”からはじめよう（作詞）

- たのきんトリオ
  - ときめきはテレパシー（作詞）「グッドラックLOVE」挿入歌

- 少年隊
  - あなたに今Good-bye（作詞）
  - 横浜ABC（作詞・作曲）
  - あいつとララバイ（作詞・作曲）
  - 恋は素早く（作詞・作曲）
  - Remember（作詞・作曲）
  - 春風にイイネ!（作詞）
  - レイニー・エクスプレス（作詞・作曲）
  - Happy birthday to!（作詞・作曲）
  - トナカイという名の船（作詞・作曲）
  - どんなにいいかもネ!（作詞・作曲）
  - ひとりぼっちのクリスマス（作詞・作曲）
  - What's your name?（作詞）
  - いけない恋人（作詞・作曲）
  - 天使か悪魔か（作詞・作曲）
  - パーティーが終わっても （作詞・作曲）
  - まいったネ 今夜（作詞・作曲）
  - キッチン!（作詞・作曲）
  - 独り祭りの夜に（作詞・作曲）
  - 君は不思議（作詞・作曲）
  - ダーティー・ヒーロー（作詞・作曲）
  - 恋はいつも（作詞・作曲）
  - Let's Fight（作詞・作曲）
  - Season（作詞・作曲）
  - お探しのパラダイス（作詞・作曲）
  - Oh My God!（作詞・作曲）
  - FUN DANCE（作詞・作曲）

- 南野陽子
  - 抱きしめてもう一度（作曲）
  - 雪の花片（作曲）[10]

- シーナ&ザ・ロケッツ
  - ビューティフル（作詞）
  - ヨーヨーユー（クリス・モズデルと共同作詞）

- BLACK CATS
  - バーニング・ラブ（作詞）「東京ストリートロッカー」に収録。

- スラップスティック
  - 真夏の38度（作詞・作曲）
  - 夕陽の恋人（作詞・作曲）
  - りんりん電話（作詞・作曲）
  - 潮騒にのせて…（作詞）
  - バラの贈りもの（作詞）
  - 想い出のメリージェーン（作詞・作曲）
  - 夜は走る（作詞・作曲）
  - 横浜（作詞・作曲）

- 中嶋美智代
  - どうぶつでんわ（作詞・作曲）「やぎさんゆうびん」のパロディ。

- King & Prince
  - 愛のすべて（作詞・作曲）